# Allis-Chalmers

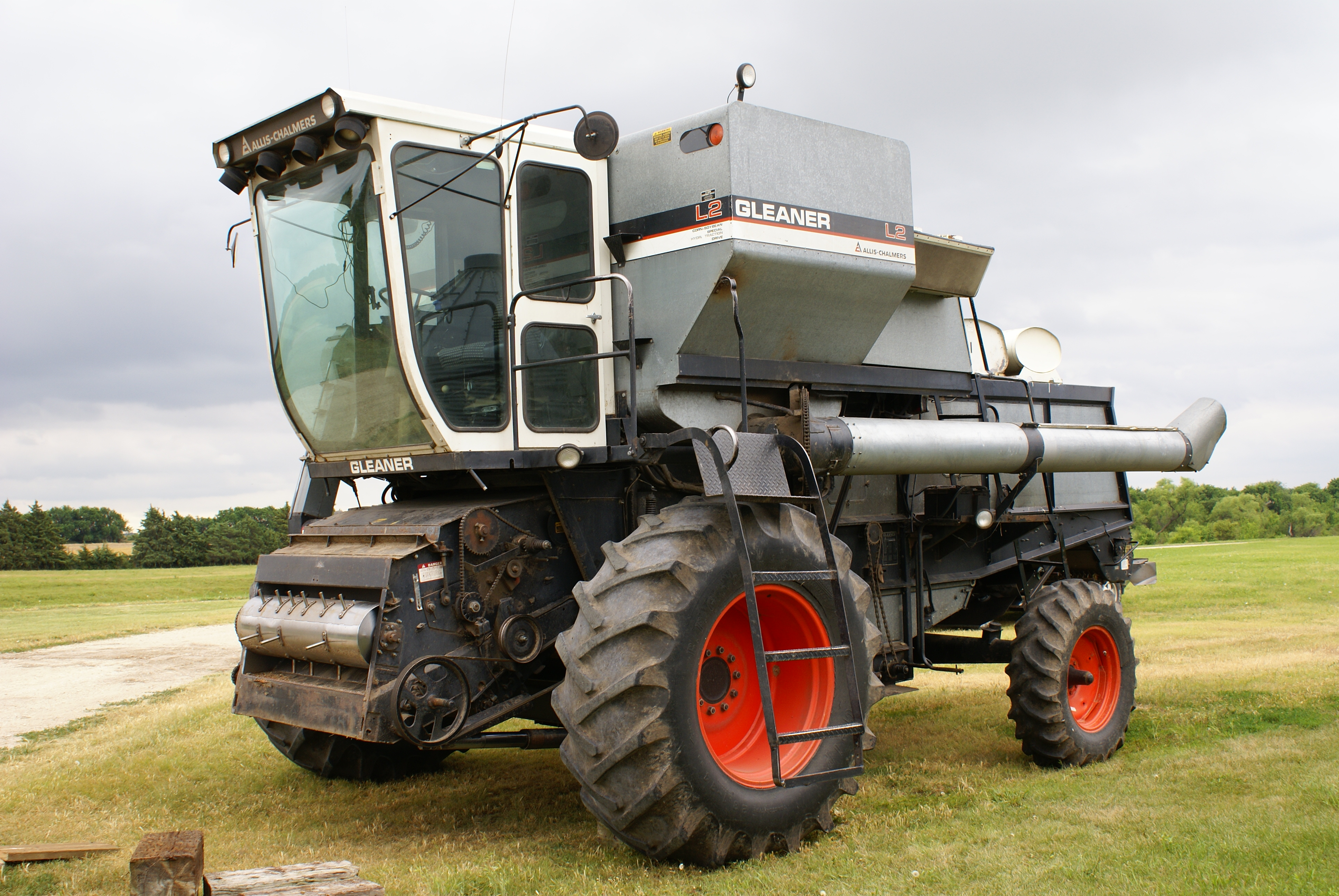
Gleaner L2 Harvester

Allis-Chalmers var ett amerikanskt företag som tillverkade jordbruksmaskiner, bland annat traktorer.

## Historia
Företagets historia börjar på 1840-talet i Milwaukee, USA. 1914 gör det växande företaget entré på jordbruksmaskinsidan. Genom åren blev Allis-Chalmers ansvariga för många uppfinningar och förbättringar av jordbruksutrustning och växte och kom att bli en av de största och mest diversifierade tillverkarna i Nordamerika. Men Allis-Chalmers föll 1985 offer för finansvärldens svängningar och sålde jordbruksdivisionen till det tyska företaget Klöckner-Humboldt-Deutz (idag Deutz AG). Deutz såldes 1990 till AGCO Corporation. Efter att de övriga verksamheterna lagts ned eller avvecklats 1988 drev Allis-Chalmers ett kontor i Milwaukee fram till i januari 1999.
AGCO har utökat jordbrukssidan och är största aktören i Europa och Sydamerika. 2004 gjorde AGCO entré på Fortune 500 (en lista på de största företagen i USA).

## Modeller
Några av de modeller Allis-Chalmers släppt: B, C, CA, G, RC, WC, WD, WD45, WD45 diesel, WF, D-10, D-10 Series III, D-12, D-12 Series III, D-14, D-15, D-15 Series II, D-17, D-17 Series III, D-17 Series IV, 160, 170, 175, D-21, D-21 Series II, Two-Ten, Two-Twenty, D-19, D-19 Diesel, 7010, 7020, 7030, 7040, 7045, 7050, 7060, 7080, 180, 185, 190, 190XT, 200, 7000, 6060, 6070, 6080, 8010, 8030, 8050 och  8070.